# La polizia indaga: siamo tutti sospettati
La polizia indaga: siamo tutti sospettati (Les Suspects) è un film del 1974 diretto da Michel Wyn.

## Trama
Candice, una giovane americana turista sulla Costa Azzurra, viene trovata morta su una strada del Sud della Francia. Le indagini vengono affidate ai commissari Bonetti e Brettonet. Il principale indiziato è Matteo, un vagabondo trovato nei pressi del cadavere.